# Letis scopsella
Letis scopsella là một loài bướm đêm trong họ Erebidae.